# آلن کواگ
آلن کواگ (انگلیسی: Allen Coage; ۲۲ اکتبر ۱۹۴۳ – ۶ مارس ۲۰۰۷) کشتی‌گیر کشتی حرفه‌ای و جودوکار اهل ایالات متحده آمریکا بود.